# 36. Reserve-Division (Deutsches Kaiserreich)
Die 36. Reserve-Division war ein Großverband der Preußischen Armee im Ersten Weltkrieg.

## Gliederung
Zusammen mit dem 1. Reserve-Division bildete es das I. Reserve-Korps unter Otto von Below.

### Kriegsgliederung bei Mobilmachung 1914
- 69. Reserve-Infanterie-Brigade
  - Reserve-Infanterie-Regiment Nr. 21
  - Reserve-Infanterie-Regiment Nr. 61
  - Reserve-Jäger-Bataillon Nr. 2
- 70. Reserve-Infanterie-Brigade
  - Infanterie-Regiment „von der Goltz“ (7. Pommersches) Nr. 54
  - Reserve-Infanterie-Regiment Nr. 5
- Reserve-Husaren-Regiment Nr. 1
- Reserve-Feldartillerie-Regiment Nr. 36
- 1. Reserve-Kompanie/Pommersches Pionier-Bataillon Nr. 2

### Kriegsgliederung vom 24. Mai 1918
- 69. Reserve-Infanterie-Brigade
  - Reserve-Infanterie-Regiment Nr. 5
  - Infanterie-Regiment „von der Goltz“ (7. Pommersches) Nr. 54
  - Reserve-Infanterie-Regiment Nr. 61
  - 5. Eskadron/1. Garde-Dragoner-Regiment „Königin Viktoria von Großbritannien und Irland“
- Artillerie-Kommandeur Nr. 72
  - Reserve-Feldartillerie-Regiment Nr. 36
  - III. Bataillon/Reserve-Fußartillerie-Regiment Nr. 4
- Pommersches Pionier-Bataillon Nr. 2
- Divisions-Nachrichten-Kommandeur Nr. 436

## Geschichte
Die Division wurde zu Beginn des Krieges gebildet und an der Ost- und Westfront eingesetzt.

### Gefechtskalender

#### 1914
- 19. bis 20. August – Schlacht bei Gumbinnen
- 23. bis 31. August – Schlacht bei Tannenberg
- 05. bis 15. September – Schlacht an den Masurischen Seen
  - 11. September – Einnahme von Insterburg
- 25. bis 30. September – Gefechte am Njemen
- 29. September bis 2. Oktober – Gefechte bei Raczki
- 03. Oktober bis 5. November – Stellungskämpfe um Wirballen
- 06. bis 8. November – Schlacht bei Göritten
- 10. bis 13. November – Schlacht bei Włocławek
- 14. bis 19. November – Kämpfe bei Gostynin-Gombin
  - 16. November – Einnahme von Gostynin
  - 19. November – Einnahme von Gombin
- 20. bis 22. November – an und östlich der Straße Kiernozia-Łowicz
- 20. bis 29. November – Schlacht um Łódź
- 30. November bis 17. Dezember – Schlacht bei Lowicz-Sanniki
- ab 18. Dezember – Schlacht an der Rawka-Bzura

#### 1915
- bis 16. Februar – Schlacht an der Rawka-Bzura
  - 31. Januar bis 2. Februar – Schlacht bei Humin
- 20. bis 27. Februar – Schlacht von Przasnysz
- 01. bis 7. März – Stellungskampf bei Szlubowo
- 03. bis 10. März – Gefechte im Orzyc-Bogen
- 11. März bis 2. Mai – Stellungskämpfe nördlich Przasnysz
- 07. bis 9. Mai – Vorstoß nach Litauen und Kurland
- 07. Mai bis 13. Juli – Gefechte an der unteren Dubissa
- 14. bis 25. Juli – Schlacht um Schaulen
- 30. Juli bis 7. August – Schlacht bei Kupischki
- 12. bis 19. August – Schlacht bei Schimanzy-Ponedeli
- 20. August bis 8. September – Stellungskämpfe an der Swjenta und Jara
- 09. September bis 1. November – Schlacht vor Dünaburg
  - 13. September bis 1. November – Kämpfe um den Brückenkopf Dünaburg
- 01. bis 18. November – Stellungskämpfe vor Dünaburg
- ab 30. November – Stellungskämpfe vor Riga

#### 1916
- bis 30. September – Stellungskämpfe vor Riga
  - 16. bis 23. Juli – Schlacht bei Kekkau
- ab 4. Oktober – Stellungskämpfe an der Narajowka, zwischen Narajowka und Zlota Lipa und an der Ceniowka

#### 1917
- bis 23. Mai – Stellungskämpfe an der Narajowka, zwischen Narajowka und Zlota Lipa und an der Ceniowka
- 23. bis 29. Mai – Transport nach dem Westen
- 29. Mai bis 10. Juni – Stellungskämpfe in Lothringen
- 11. Juni bis 3. Juli – Stellungskämpfe im Oberelsass
- 05. Juni bis 17. Oktober – Stellungskämpfe in Flandern und Artois
- 18. Oktober bis 3. Dezember – Herbstschlacht in Flandern
- ab 4. Dezember – Stellungskämpfe in Flandern

#### 1918
- bis 14. Januar – Stellungskämpfe in Flandern
- 15. Januar bis 11. Februar – Grenzschutz an der belgisch-hölländischen Grenze
- 12. Februar bis 9. April – Stellungskämpfe in Flandern
- 10. bis 29. April – Schlacht um den Kemmelberg
- 30. April bis 19. Mai – Stellungskrieg in Flandern
- 20. Mai bis 4. August – Stellungskämpfe in Französisch-Flandern und Artois
- 05. August bis 6. September – Kämpfe vor der Front Ypern-La Bassée
- 07. bis 29. September – Kämpfe an der Front Armentières-Lens
- 30. September bis 17. Oktober – Abwehrschlacht in Flandern
- 18. bis 24. Oktober – Nachhutkämpfe zwischen Yser und Lys
- 25. Oktober bis 1. November – Schlacht an der Lys
- 02. bis 4. November – Nachhutkämpfe beiderseits der Schelde
- 05. bis 11. November – Rückzugskämpfe vor der Antwerpen-Maas-Stellung
- ab 12. November – Räumung des besetzten Gebietes und Marsch in die Heimat

## Kommandeure
| Dienstgrad      | Name              | Datum                                 |
| --------------- | ----------------- | ------------------------------------- |
| Generalleutnant | Kurt Kruge        | 02. August 1914 bis 27. Dezember 1916 |
| Generalleutnant | Arndt von Leipzig | 28. Dezember 1916 bis 28. Januar 1918 |
| Generalmajor    | Franz von Rantzau | 29. Januar 1918 bis 21. Januar 1919   |